# Пројекат Генографија
Пројекат Генографија је пројекат петогодишњих генетичко-антрополошких истраживања покренут априла 2005. године, који настоји да мапира велике људске сеобе које су се дешавале током историје сакупљајући и анализирајући ДНК узорке од преко 100.000 људи са пет континената. Називају га и „пут на месец“ антропологије.

## Пројекат
Теренским истраживањима треба сакупити ДНК узорке домородачких популација као и омогућити учешће свима заинтересованима. За 100 US$ (2005. године), било ко у свету може наручити прибор за само-тестирање помоћу којег је могуће узети узорак своје пљувачке из својих уста, анализирати га и ДНК информацију послати у лако доступну базу података на интернету. Овај процес је потпуно анониман и неће вас тестирати на генетичке трагове. Уместо тога, генетички маркери митохондријски ДНК и ипсилон-хромозоми ће бити употребљени да би се утврдило далеко порекло, и сваки учесник добија своју генетичку историју. До фебруара 2006, више од 115.000 људи је узело учешћа.
US$40m пројекат је приватна сарадња између Удружења Национална Географија, IBM и Вејт фамили фондације. Сав приход од продаје прибора за само-тестирање ће отићи у фонд за очување културе староседелачких народа.
Истакнути чланови тима су:
- Спенсер Велс, вођа тима (научник Националне Географије)
- Химла Судјал, истраживач пројекта, Субсахарска Африка
- Аџеј Ројуру, директор компутацијске биологије, IBM компанија

Пројекат је у блиској вези са Пројектом људског генома (Human Genome Diversity Project). Лидери Пројекта Генографија су рекли да ће резултате њиховог пројекта учинити доступним широј јавности и да се пројекат ради у сарадњи са домородачким групама. Бројни кључни чланови тима Пројекат Генографија су исто тако били и кључни чланови Пројекта људског генома.

## Контроверзе
Убрзо након објаве о почетку пројекта априла 2005. године, Савет домородачких народа о биоколонијализму (Indigenous Peoples Council on Biocolonialism) је уложило јавни протест против пројекта, његових веза са Људским геномом, и позвали су на бојкот IBM компаније, компаније Гетавеј компјутерс и Националне Географије. Маја 2006, Стални форум Уједињених нација о правима урођеника је предложио суспенију овог пројекта.
Од децембра 2006. године, скоро сва индијанска племена у Северној Америци су одбила да учествују у пројекту. „Оно што научници покушавају да докажу је да смо ми исти као и први амерички досељеници само што смо ми дошли неколико хиљада година раније“, рекао је Маурис Фокс, председник Косимисије за односе са Индијанцима Масачусетса.